# Harfenjule
 (décembre 2017).
Si vous disposez d'ouvrages ou d'articles de référence ou si vous connaissez des sites web de qualité traitant du thème abordé ici, merci de compléter l'article en donnant les références utiles à sa vérifiabilité et en les liant à la section « Notes et références ».
Harfenjule est le surnom de Luise Nordmann (née Schulz le 6 septembre 1829 à Potsdam, mort le 7 janvier 1911 à Berlin), chanteuse de rue à Berlin.
Ce surnom est un terme général pour des chanteurs de rue. Luise Nordmann est ainsi une figure des rues de Berlin du temps de l'Empire.

## Biographie
Aveugle de naissance, Luise a un peu de vision d'un œil après une opération. Elle gagne sa vie en chantant dans les cours des quartiers de Berlin ; remarquée par son talent vocal, elle reçoit des cours de chant. En 1865, Luise Scholz épouse le marionnettiste Emil Nordmann et le suit dans son théâtre itinérant. Après la mort de son mari et de son fils en 1871, elle s'installe à Schöneberg, où elle vit jusqu'à sa mort avec sa sœur dans un appartement en sous-sol. Elle gagne de nouveau sa vie en chantant dans les cours.
Son allure frêle avec son chapeau de paille noir usé et sa harpe est maintes fois représentée dans sculptures et peintures, entre autres par Heinrich Zille.
Luise Nordmann meurt le 7 janvier 1911 et est enterré le 12 janvier au cimetière Luther (de).
Sa tombe est détruite pendant la Seconde Guerre mondiale. Une initiative privée en 1969 lui offre une nouveau monument funéraire qui est nettoyé et restauré en 2010.

## Culture
L'écrivain Klabund, en faisant de Harfenjule une héroïne littéraire, la fait connaître au-delà de Berlin et de son temps. En 1927, il publie un recueil de poésie, Die Harfenjule. Neue Zeit- Streit- und Leidgedichte von Klabund. Reprenant les chansons de la personne originale, les poèmes, chansons et ballades de Klabund décrivent le Berlin des années 1920. Le recueil fait l'objet d'une critique dithyrambique de Kurt Tucholsky dans Die Weltbühne.
En 1982, Eulenspiegel-Verlag (de) réédite Die Harfenjule sans reprendre les textes de Harfenjule dans la première édition ; la maison a préféré prendre des poèmes d'autres publications plus anciennes ou postérieures.